# Toni Valeruz
Tone Valeruz, besser bekannt als Toni Valeruz (* 28. Januar 1951 in Alba, Italien), ist ein italienischer Bergsteiger, Extremskifahrer und Bergführer. Mit über 50 Erstbefahrungen innerhalb und außerhalb der Alpen ist er einer der bedeutendsten Steilwandskifahrer seiner Generation.

## Leben

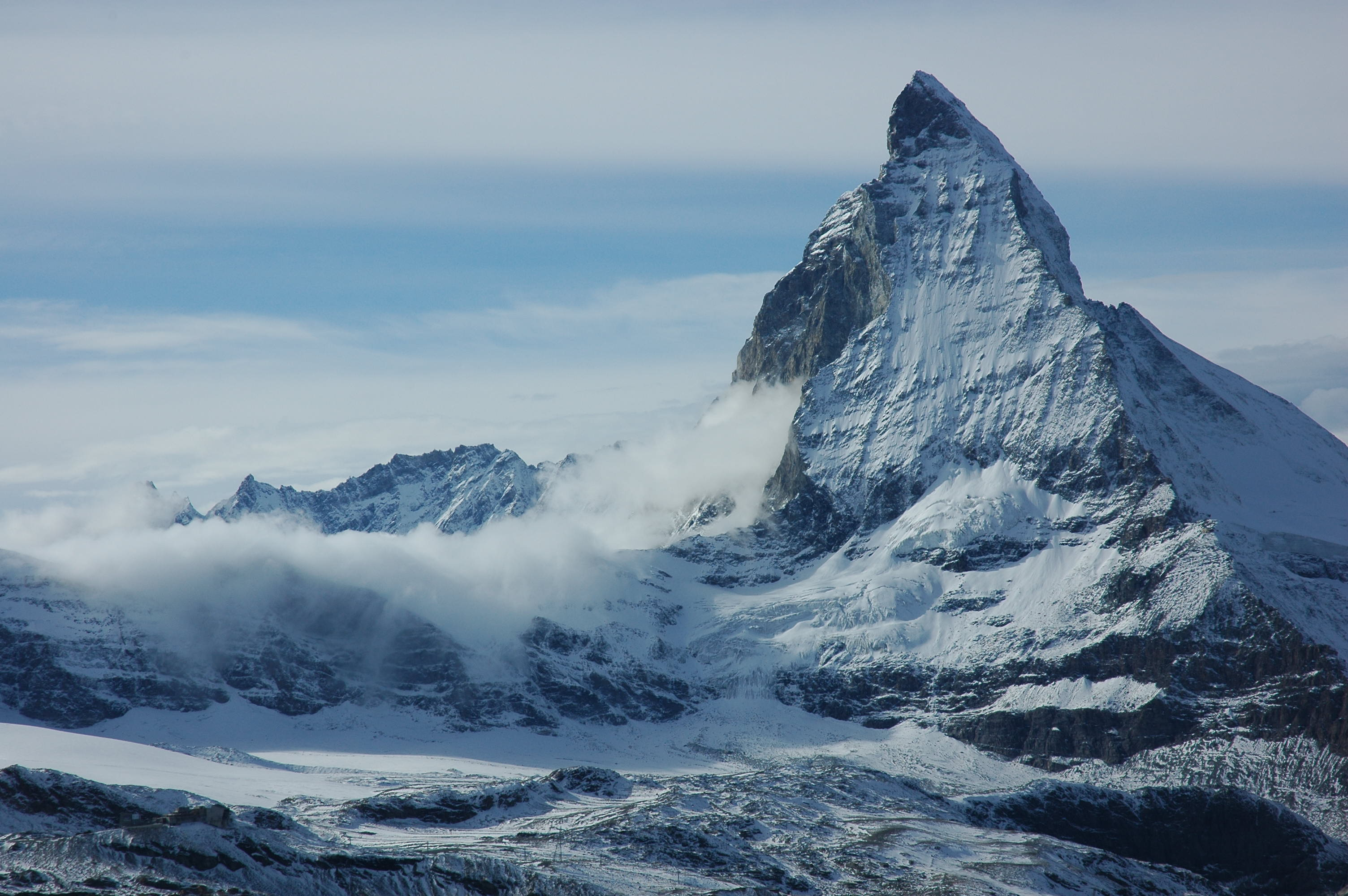
Die Matterhorn-Ostwand befuhr Valeruz insgesamt dreimal: zweimal 1975 und einmal 1996

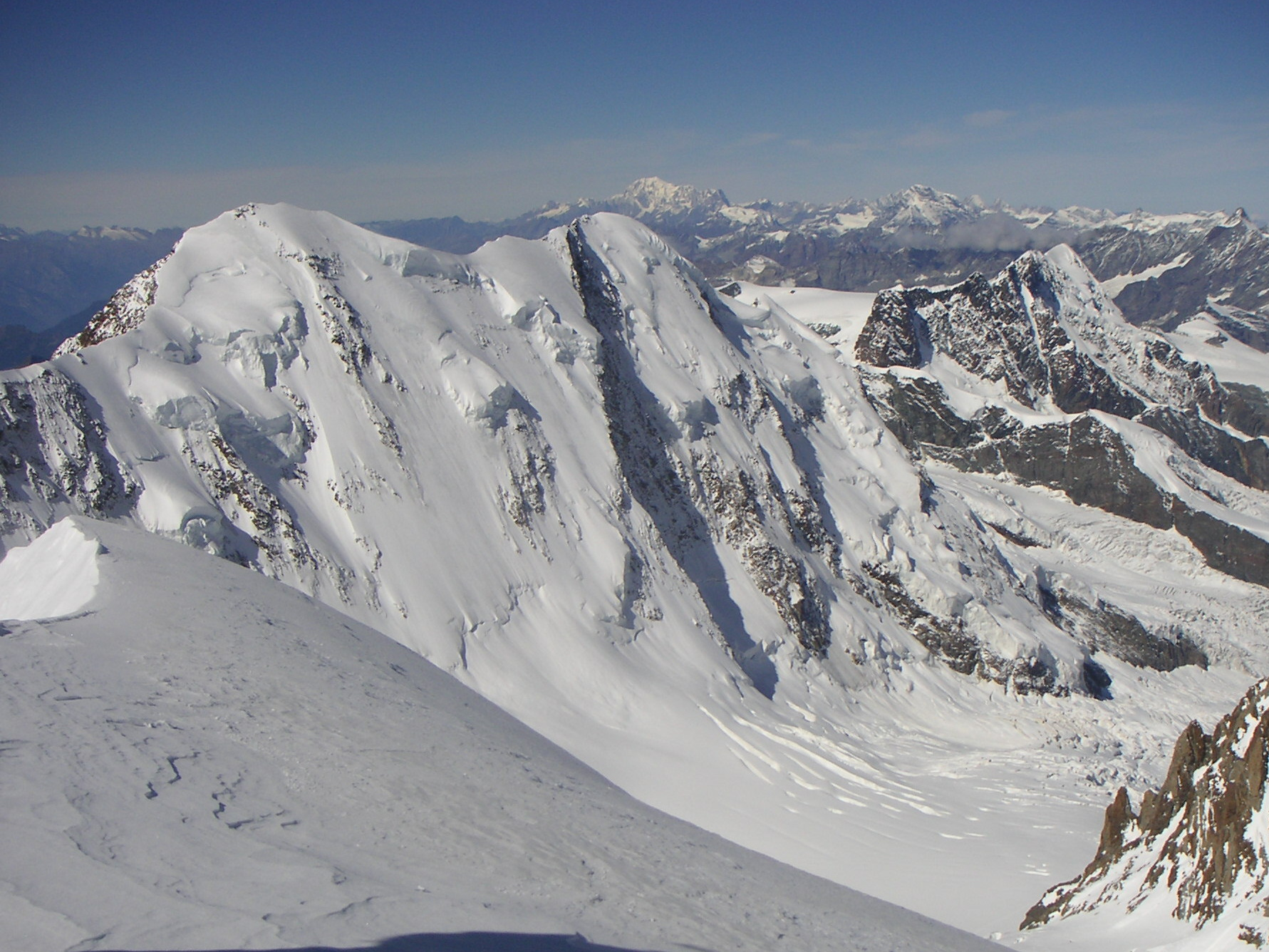
Für die Abfahrt durch die Lyskamm-Nordwand benötigte Valeruz 1993 lediglich drei Minuten.

Um Abwechslung zum Skifahren auf der Piste zu bekommen, zog Toni Valeruz bereits früh erste Schwünge im Gelände. Auf der Marmolata perfektionierte er seine Technik für die Befahrung schwieriger Hänge, die er 1970 in der Abfahrt über die Nordwand erstmals ausspielen konnte.
In den 1970er Jahren machte er Schlagzeilen mit der Erstbefahrung der Matterhorn-Ostwand, bei der er auf rund 4200 m Seehöhe am Hörnligrat startete.
Weiters gelang ihm die erste Abfahrt über die Nordwestwand des Gran Vernel in seiner Heimatgemeinde Canazei.
Im Jahr 1983 bestieg er als erster die Nordostwand des Eigers.
In den 1990er Jahren realisierte er unter anderem die Erstbefahrung der Südostwand der Tofana di Mezzo, die Nordostwand der Civetta und die Lyskamm-Nordwand, die er in der Rekordzeit von drei Minuten bewältigte.
Für viele seiner Abfahrten verwendete Valeruz einen Helikopter als Aufstiegshilfe, eine Tatsache, die ihm in Bergsteigerkreisen Kritik einbrachte. Valeruz konzentrierte sich hingegen mehr auf die Befahrung abschüssiger Hänge per Ski und versuchte, Techniken wie Abseilen und Steigen während seiner Abfahrten weitestgehend zu vermeiden. So gelang es ihm, neue technische Maßstäbe im Steilwandskifahren zu setzen.
Zeitweise wurde Valeruz eine gewisse Rücksichtslosigkeit vorgeworfen. Dennoch verliefen die Tourenplanungen immer gewissenhaft und beinhalteten neben einem exakten Routenstudium ein gezieltes körperliches Training, um den extremen Gefahren dieser Disziplin bestens vorbereitet zu begegnen.
Bei einer weiteren seiner Aktivitäten, dem Gleitschirmfliegen, ereignete sich am 2. August 1988 am Karerpass ein schwerer Unfall. Valeruz erlitt dabei eine Steißbein- sowie eine Rippenfraktur, wobei die gebrochene Rippe einen seiner Lungenflügel durchstieß.
40 Jahre nach seiner ersten Befahrung wiederholte Valeruz 2013 im Alter von 62 Jahren die Abfahrt vom Gran Vernel. Er benötigte hierfür etwa zwei Stunden.

## Steilwandbefahrungen in den Alpen
Die Liste enthält eine Auswahl von Toni Valeruz’ wichtigsten Befahrungen in den Alpen.
- Marmolata-Nordwand (1970)
- Lyskamm-Nordwand (1. Juni 1974) – Abfahrt in 13 Minuten[9]
- Matterhorn-Ostwand (14. Mai 1975) – Abfahrt vom Hörnligrat in rund 4200 m. Valeruz wiederholte diese Abfahrt am 26. Mai 1975 und am 30. Mai 1996.[2] 1996 trug er als Gag einen Smoking.[2][10][11]
- Mont Blanc – Grand Couloir de la Brenva (28. April 1978) – Abfahrt in 35 Minuten. Der Aufstieg erfolgte mittels Helikopter.[12][13]
- Gran-Vernel-Nordwestwand (10. April 1979) – Erstbefahrung in 30 Minuten. Die Abfahrt wurde von hunderten Zuschauern verfolgt und vom italienischen Rundfunk aufgezeichnet. Der Aufstieg erfolgte mittels Helikopter.[3] Die Nordwand befuhr er am 23. Februar 1997 um zwei Uhr morgens im Licht des Vollmonds.[1] Am 15. April 2013 wiederholte er die bereits 40 Jahre zuvor unternommene Befahrung an seinem Hausberg.[8]
- Ortler-Nordwestwand (16. Februar 1983)
- Eiger-Nordostwand (12. Mai 1983) – Erste Abfahrt über die Lauper-Route[4]
- Lyskamm-Nordwand (27. Juli 1986) – Zwei Abfahrten, beide Male in einer Zeit von sieben Minuten. Der Aufstieg erfolgte mittels Helikopter.[9]
- Cima Tosa – Nordeisrinne (20. Januar 1993) – Die Erstbefahrung gelang Heini Holzer im Jahr 1970.[14]
- Lyskamm-Nordwand (29. Juli 1993) – Abfahrt in zwei Minuten und 58 Sekunden[6]
- Tofana-di-Mezzo-Südostwand (21. Dezember 1993) – Erstbefahrung[5][15]
- Civetta-Nordostwand (11. Februar 1994) – Erstbefahrung in drei Stunden und 35 Minuten, teilweise entlang der Via ferrata degli Alleghesi. Der Aufstieg erfolgte mittels Helikopter.[5][16]
- Grivola-Nordostwand (8. Juni 1995) – Die Abfahrt erfolgte in 20 Minuten und wurde vom italienischen Rundfunk aufgezeichnet.[17]

## Steilwandbefahrungen außerhalb Europas
Die Liste enthält eine Auswahl von Toni Valeruz’ wichtigsten Befahrungen auf anderen Kontinenten.
- Cerro Don Bosco (2515 m) in Patagonien (Januar 1980) – Nach drei vergeblichen Anläufen gelang Valeruz die Erstbefahrung der Südwand.[18]
- Alpamayo (5947 m) in Peru (Juli 1981) – Erstbefahrung[19]
- Makalu (8462 m) in Nepal (1984) – Abfahrt von 8100 m
- Siula Chico (6260 m) in Peru (1. Juni 1990) – Erstbefahrung[18]